# Jagdstaffel 90
A Jagdstaffel 90, conhecida também por Jasta 90, foi um esquadra de aeronaves da Luftstreitkräfte, o braço aéreo das forças armadas alemãs durante a Primeira Guerra Mundial. Esta esquadra, devido ao final da guerra, nunca ficou operacional.